# Humusakkumulationsböden
Humusakkumulationsböden sind tiefgründig humose Böden (oft 60–80 cm) von nahezu schwarzer Farbe. Sie sind typisch für warmgemäßigte und kontinentale Regionen mit semihumidem bis semiaridem Klima (Steppen).
Unter ausreichend feuchten Bedingungen gehören sie zu den weltweit ertragsstärksten Standorten, die  mit anspruchsvollen Kulturen (Baumwolle, Weizen, Soja …) intensiv genutzt werden. Die Böden haben hervorragende Nährstoff- und Wasserverhältnisse sowie ein reiches Bodenleben. Allerdings weisen sie oft eine erhöhte Anfälligkeit für Dürren und Bodenerosion auf.

## Bodentypen
Die Humusakkumulationsböden werden in vielen Bodenklassifikationssystemen berücksichtigt. Die genannten Bodentypen korrelieren miteinander, haben aber wegen unterschiedlicher Einordnungskriterien leicht abweichende Eigenschaften:
- Deutschland (Deutsche Bodensystematik): Schwarzerde (Tschernosem) und Kalktschernosem
- USA (USDA-Bodenklassifikation): Typen der Mollisol-Gruppe
- International (WRB): Chernozem, Kastanozem und Phaeozem

## Böden mit ähnlichem Aufbau
In der Natur kommen keine anderen Böden mit so mächtigen humosen Lagen vor. Durch den Einfluss des Menschen gibt es aber durchaus Standorte mit visuell ähnlichem Aufbau:
- Kolluvisol: Boden, auf denen durch unnatürlich starke Erosion viel humoser Oberboden abgelagert wurde
- Rigosol: Mehrere Male tiefgründig gepfügte Böden
- Plaggenesch: Lange Zeit mit Plaggen gedüngte Böden
- Terra preta: Durch menschliche Tätigkeit tiefgründig humose Böden in Amazonien
- Böden, die maschinell umgelagert wurden.

Diese Böden unterscheiden sich alle in Entstehung, Verbreitung und Eigenschaften wesentlich von den natürlichen Humusakkumulationsböden.